# Graafschap Schaumburg-Lippe
Het graafschap Schaumburg-Lippe was van 1643 tot  1807 een graafschap  in de huidige Duitse deelstaat Nedersaksen tussen de stad Hannover en de grens van Westfalen.

## Geschiedenis
Na het uitsterven van de graven van Schaumburg met graaf Otto V op 15 november 1640 komt een deel van dit graafschap aan de landgraaf van Hessen-Kassel en een ander deel aan Filips van Lippe-Alverdissen, zoon van Simon VI van Lippe. Filips erft via zijn moeder Elizabeth, dochter van graaf Otto IV van Schaumburg. Het Lippische deel van Schaumburg bestond uit Bückeburg, Stadthagen, Hagenburg, Arensburg en het halve ambt Sachsenhagen.
Bij de verdeling van Lippe na de dood van zijn vader graaf Simon VI in 1613 had hij als apanage de districten Lipperode en Alverdissen ontvangen. Na de successie in Schaumburg, dat formeel onder het gezag van de landgraaf van Hessen stond, noemt hij zich graaf van Schaumburg-Lippe. In 1668 wordt de primogenituur ingevoerd.
Filips sterft in 1681 en wordt door zijn oudste zoon Frederik Christiaan uit de linie Schaumburg-Lippe-Bückeburg in het graafschap opgevolgd, terwijl zijn tweede zoon Filips Ernst de linie Schaumburg-Lippe-Alverdissen stichtte. Deze zijtak was niet rijksvrij. Na het uitsterven van de linie Lippe-Brake in 1709 werd het gebied na een lang successieconflict in 1748 verdeeld onder Schaumburg-Lippe en Lippe-Dettmold, zodat eerstgenoemde wordt uitgebreid met Schieder.
Met de dood van Frederik Christiaans kleinzoon Willem stierf de Bückeburgse linie in 1777 uit, zodat Schaumburg-Lippe nu geheel toeviel aan Filips II Ernst, kleinzoon van Filips Ernst. Lippe slaagde er op dit moment in om het ambt Schieder terug te krijgen. Filips II werd na zijn dood in 1787 opgevolgd door zijn zoon George Willem. George Willem trad op 18 april 1807 toe tot de Rijnbond waarbij hij gelijktijdig de titel van vorst aannam waardoor het vorstendom Schaumburg-Lippe ontstond.

### Graven van Schaumburg-Lippe
- Filips I (1643–81)
- Frederick Christiaan (1681–1728)
- Albert Wolfgang (1728–48)
- William (1748–77)
- Filips II Ernst (1777–87)
- George William (1787–1807)